# NGC 1182
NGC 1182 (również NGC 1205 lub PGC 11511) – galaktyka spiralna (Sa), znajdująca się w gwiazdozbiorze Erydanu.
Odkrył ją w 1886 roku Ormond Stone. W tym samym roku obserwował ją ponownie, lecz odnotowana przez niego pozycja różniła się od tej z pierwszej obserwacji, dlatego uznał, że to dwa różne obiekty. John Dreyer zestawiając katalog NGC nie zauważył tej pomyłki i skatalogował obie obserwacje Stone’a jako NGC 1182 i NGC 1205.